# 上松町
上松町（日语：／ Agematsu machi */?）是位于長野縣西南部木曾郡的一町。町東端為中央阿爾卑斯山的最高峰 木曾駒岳，木曾川流過町中央。